# Мамерк Емілій Мамерцін
Маме́рк Емі́лій Мамерці́н (лат. Mamercus Aemilius Mamercinus; ? — після 426 до н. е.) — політичний та військовий діяч Римської республіки; військовий трибун з консульською владою (консулярний трибун) 438 року до н. е., диктатор у 437, 434 та 426 роках до н. е.

## Життєпис
Походив з патриціанського роду Еміліїв. Про молоді роки мало відомостей. 
У 438 році до н. е. його було обрано військовим трибуном з консульською владою разом з Луцієм Квінкцієм Цинціннатом і Луцієм Юлієм Юлом. Разом із своїми колегами брав участь у війні проти міста Фідени, що повстало проти влади Римської республіки за підтримки Толумнія, царя Веїв, який убив римських посланців.
437 року до н. е. сенат призначив його диктатором для організації війни проти міст Фідени та Вейї. Його підлеглі, зокрема легат Марк Фабій Вібулан завдали поразки ворогам Риму.
434 року до н. е. його знову призначено диктатором. Під час своєї каденції провів закон щодо зменшення терміну повноважень цензорів з 5 років до 1,5 року. Після закінчення повноважень Мамерціна було виключено з триби, переведено в ерарії. Згодом обкладено 8-кратним штрафом.
426 року до н. е. його втретє було призначено диктатором. При цьому римські війська з успіхом придушили повстання етрусків. Подальша доля Мамерка Емілія невідома.

## Родина
- Син Маній Емілій Мамерцін, консул 410 року до н. е., триразовий військовий трибун з консульською владою 405, 403 і 401 років до н. е.